# Nachal Ajalon
Nachal Ajalon (hebrejsky נחל איילון, arabsky وادي المصرارة, Vádí Musrara) je vádí na Západním břeh Jordánu a v centrálním Izraeli, v regionu Guš Dan.
Začíná v nadmořské výšce cca 700 metrů v prostoru poblíž města Giv'at Ze'ev v Judských horách na Západním břeh Jordánu, severně od Jeruzaléma. Pak směřuje k západu a klesá do zemědělsky využívané krajiny v Ajalonském údolí, do kterého vstupuje u obce Bajt Likja, jižně od města Modi'in-Makabim-Re'ut. Ze severu míjí strategickou výšinu Latrun, zprava přijímá vádí Nachal Anava a vstupuje do zemědělsky intenzivně využívané pobřežní planiny. Pak se stáčí k severozápadu, míjí město Lod a po jižní straně obchází areál Ben Gurionova mezinárodního letiště.

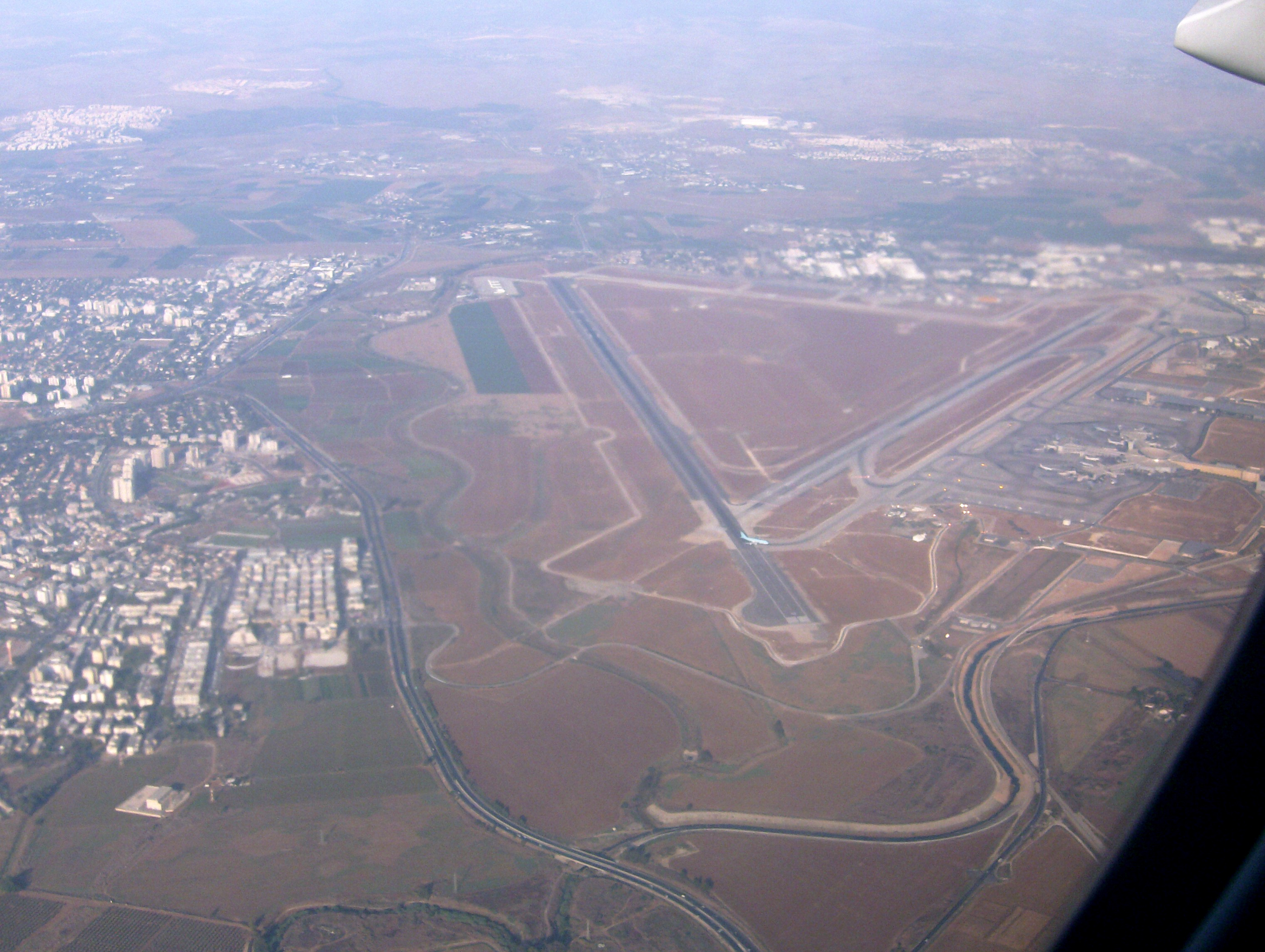
Areál Ben Gurionova mezinárodního letiště, Nachal Ajalon na pravém okraji

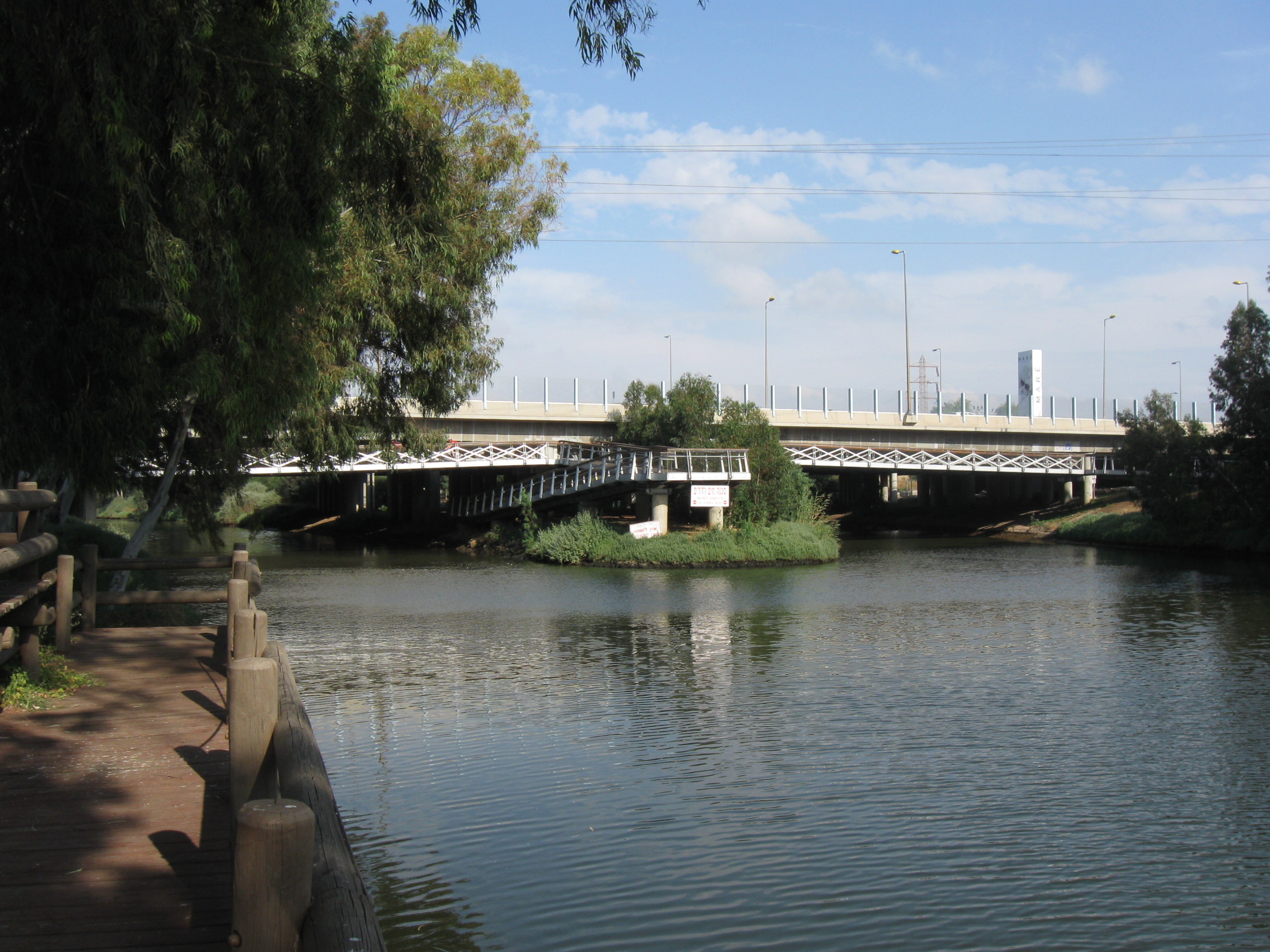
Soutok Nachal Ajalon a řeky Jarkon v Tel Avivu

V následujícím úseku prochází hustě zalidněnou aglomerací Tel Avivu (Guš Dan), přičemž ale vlastní okolí toku vytváří koridor volné krajiny s rozptýlenou zemědělskou zástavbou a polnostmi, který proniká až téměř do centra aglomerace. Stojí tu ovšem také umělý pahorek Chirija – bývalá centrální skládka odpadů. Zde do něj od severu ústí vádí Nachal Kofer. Teprve na jižním okraji Tel Avivu vstupuje Nachal Ajalon do umělého koryta sevřeného po obou stranách dopravními stavbami (dálnice číslo 20 a Ajalonská železniční trať). Původně tekl Nachal Ajalon přímo k západu a poblíž Jaffy se vléval do Středozemního moře, ale ve 20. století byl přeložen do nynější trasy, která se stáčí k severu a vede na pomezí měst Tel Aviv a Ramat Gan, na jejichž severním okraji ústí zleva do řeky Jarkon. V 2. dekádě 21. století začal proces přípravy další změny koryta dolního toku Ajalonu, v souvislosti s plánovaným rozšířením Ajalonské železniční trati na čtyři koleje.
Nachal Ajalon je vodní tok, který v minulosti měl trvalý vodní průtok. V současnosti se vyznačuje občasnými povodňovými stavy během zimního dešťového období (například v sezóně 1991–1992 nebo 1992–1993). Podél dolní toku řeky se plánuje výstavba rozsáhlého přírodního koridoru Park Ajalon.